# Callistoctopus
Callistoctopus is een geslacht van inktvissen uit de familie van Octopodidae.

## Soorten
- Callistoctopus alpheus (Norman, 1993)
- Callistoctopus aspilosomatis (Norman, 1993)
- Callistoctopus bunurong (Stranks, 1990)
- Callistoctopus dierythraeus (Norman, 1993)
- Callistoctopus graptus (Norman, 1993)
- Callistoctopus kermadecensis (Berry, 1914)
- Callistoctopus lechenaultii (d'Orbigny [in Férussac & d'Orbigny], 1826)
- Callistoctopus luteus (Sasaki, 1929)
- Callistoctopus macropus (Risso, 1826)
- Callistoctopus nocturnus (Norman & Sweeney, 1997)
- Callistoctopus ornatus (Gould, 1852)
- Callistoctopus rapanui (Voss, 1979)

### Taxon inquirendum
- Callistoctopus furvus (Gould, 1852)

### Nomen dubium
- Callistoctopus taprobanensis (Robson, 1926)

### Synoniemen
- Callistoctopus arakawai Taki, 1964 => Callistoctopus ornatus (Gould, 1852)
- Callistoctopus magnocellatus Taki, 1964 => Octopus cyanea Gray, 1849